# Liste der Kulturdenkmale in Weißig (Freital)
Die Liste der Kulturdenkmale in Weißig enthält alle Kulturdenkmale des Freitaler Stadtteils Weißig. Die Anmerkungen sind zu beachten.
Diese Liste ist eine Teilliste der Liste der Kulturdenkmale in Freital.

## Legende
- Bild: Bild des Kulturdenkmals, ggf. zusätzlich mit einem Link zu weiteren Fotos des Kulturdenkmals im Medienarchiv Wikimedia Commons. Wenn man auf das Kamerasymbol klickt, können Fotos zu Kulturdenkmalen aus dieser Liste hochgeladen werden:
- Bezeichnung: Denkmalgeschützte Objekte und ggf. Bauwerksname des Kulturdenkmals
- Lage: Straßenname und Hausnummer oder Flurstücknummer des Kulturdenkmals. Die Grundsortierung der Liste erfolgt nach dieser Adresse. Der Link (Karte) führt zu verschiedenen Kartendiensten mit der Position des Kulturdenkmals. Fehlt dieser Link, wurden die Koordinaten noch nicht eingetragen. Sind diese bekannt, können sie über ein Tool mit einer Kartenansicht einfach nachgetragen werden. In dieser Kartenansicht sind Kulturdenkmale ohne Koordinaten mit einem roten bzw. orangen Marker dargestellt und können durch Verschieben auf die richtige Position in der Karte mit Koordinaten versehen werden. Kulturdenkmale ohne Bild sind an einem blauen bzw. roten Marker erkennbar.
- Datierung: Baubeginn, Fertigstellung, Datum der Erstnennung oder grobe zeitliche Einordnung entsprechend des Eintrags in der sächsischen Denkmaldatenbank
- Beschreibung: Kurzcharakteristik des Kulturdenkmals entsprechend des Eintrags in der sächsischen Denkmaldatenbank, ggf. ergänzt durch die dort nur selten veröffentlichten Erfassungstexte oder zusätzliche Informationen
- ID: Vom Landesamt für Denkmalpflege Sachsen vergebene, das Kulturdenkmal eindeutig identifizierende Objekt-Nummer. Der Link führt zum PDF-Denkmaldokument des Landesamtes für Denkmalpflege Sachsen. Bei ehemaligen Kulturdenkmalen können die Objektnummern unbekannt sein und deshalb fehlen bzw. die Links von aus der Datenbank entfernten Objektnummern ins Leere führen. Ein ggf. vorhandenes Icon  führt zu den Angaben des Kulturdenkmals bei Wikidata.

## Liste der Kulturdenkmale
| Bild           | Bezeichnung                       | Lage                                  | Datierung                    | Beschreibung | ID       |
| -------------- | --------------------------------- | ------------------------------------- | ---------------------------- | --- | -------- |
|                | Denkmal für Friedrich-Ludwig Jahn | Hauptstraße (Karte)                   | wohl 1902 (Denkmal)          | Denkmal für Friedrich-Ludwig Jahn | 08963711 |
|                | Turnhalle                         | Hauptstraße 8 (Karte)                 | 1920er Jahre (Turnhalle)     | Turnhalle; u. a. sozialgeschichtliche Bedeutung                                                                                                 | 08963713 |
| Weitere Bilder | Wohnstallhaus                     | Hauptstraße 56 (Karte)                | um 1780 (Wohnstallhaus)      | Wohnstallhaus; Obergeschoss Fachwerk, baugeschichtliche Bedeutung                                                                               | 08963715 |
|                | Fachwerkhaus                      | Hauptstraße 68 (Karte)                | 18. Jahrhundert (Wohnhaus)   | Wohnhaus; Fachwerkhaus mit Andreaskreuzen, ältere Generation noch erhaltener Holzbauweise, baugeschichtlich und hausgeschichtlich von Bedeutung | 08963714 |
| Weitere Bilder | Kriegerdenkmal                    | Steile Straße/Ecke Juststraße (Karte) | nach 1919 (Erster Weltkrieg) | Kriegerdenkmal Erster Weltkrieg | 08963712 |